# Słonim
Słonim (biał. Слонім, ros. Слоним) – miasto w obwodzie grodzieńskim Białorusi przy ujściu Issy do Szczary (dopływ Niemna). 49,9 tys. mieszkańców (2017); przemysł lekki, papierniczy, meblarski, spożywczy, elektromaszynowy, chemiczny; muzeum.
Od 1507 stolica powiatu województwa nowogródzkiego Wielkiego Księstwa Litewskiego, od 1569 Rzeczypospolitej Obojga Narodów. Miejsce obrad sejmiku generalnego Wielkiego Księstwa Litewskiego i sejmików ziemskich powiatu słonimskiego od XVI wieku do pierwszej połowy XVIII wieku.

## Historia

### Miasto do XVIII w.
Pierwsze wzmianki o Słonimie pochodzą z połowy XIII w., gdy przypuszczalnie wchodził w skład księstwa turowskiego.
W 1241 gród Słonim został zniszczony przez wojska Batu-chana. Słonim w 1252 zajęty został przez Lwa Daniłowicza, a od 1258 władał nim litewski książę Mendog, po którym na stałe do Litwy przyłączył go książę Giedymin.
Około 1342 Monwid najstarszy syn Giedymina książę kiernowski i słonimski w Słonimie założył stolicę swojego księstwa, ale od 1348 Słonimiem rządził Kiejstut. W 1413 roku Słonim wszedł do woj.trockiego, a w 1507 do woj.nowogródzkiego. W 1460 roku Słonim został określony jako miasteczko królewskie. W 1490 roku wybudowano w Słonimie na Zarzeczu u stóp zamku katolicki kościół parafialny.

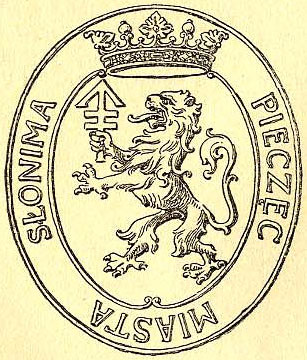
Pieczęć miejska z XVIII w.

W 1532 roku król Polski Zygmunt I nadał miastu prawo magdeburskie, a król Zygmunt August w przywileju wydanym w Wilnie dnia 13 maja 1558 roku ustanowił dwa jarmarki dwutygodniowe. Od 1555 roku Słonim był siedzibą sądów ziemskich.
Dnia 4 stycznia 1591 król Zygmunt III odnowił prawa magdeburskie Słonima i nadał herb lwa złotego z krzyżem podwójnym (herb Lis na niebieskim polu). W tym czasie starostą słonimskim był kanclerz wielki litewski Lew Sapieha. Dzięki niemu Słonim od 1597 roku stał się miejscem obrad sejmików generalnych odbywanych w nim do 1685 roku i gromadzących szlachtę kilku województw. W 1641 król Władysław IV nadał przywilej na wybudowanie ulic i rynku, na utrzymanie których ustanowił opłatę targową.
Miasto uległo zniszczeniu w 1655 roku, gdy podczas wojny moskiewskiej spaliły je wojska kniazia Aleksieja Trubeckiego. W 1669 król Michał Korybut Wiśniowiecki odnowił wszystkie miejskie przywileje, co potwierdził Jan III Sobieski w 1679 roku. W tym czasie marszałkiem słonimskim był Hieronim Piasecki h. Janina. W 1740 roku rozpoczęto budowę kościoła Jezuitów.
Miasto rozkwitło za czasów hetmana wielkiego litewskiego Michała Ogińskiego, który został starostą słonimskim i osiadł w mieście ze swoim dworem po tym gdy wszedł w posiadanie ekonomii słonimskiej w 1761 roku. W centrum miasta w 1768 roku wybudowano pałac na planie podkowy, a także teatr (Operhaz), ujeżdżalnię i inne budynki. Około 1777 w Słonimie uruchomiona została drukarnia. Ogiński własnym kosztem połączył kanałem spławnym dorzecze Dniepru i Niemna.
Po III rozbiorze Polski ukazem Katarzyny II z 14 grudnia 1795 Słonim został stolicą guberni słonimskiej. Jednak już w 1797 roku został włączony do guberni litewskiej, a w 1801 – grodzieńskiej.

### Miasto sejmików
Słonim konkurował z Wołkowyskiem o miejsce sejmików generalnych. Miejsce zjazdów głównych pierwotnie ustalone było w Wołkowysku przez Stefana Batorego w 1576. Staraniem Lwa Sapiehy za zgodą króla Zygmunta III w 1631 sejm ustalił jako miejsce obrad sejmiku litewskiego Słonim. Wpłynęło to znacząco na rozwój miasta. W monografii Życie Lwa Sapiehy z 1805 r., w rozdziale XXIV pt. Chwalebne utrzymywanie ziazdu Słonimskiego zapisano to w sposób następujący: „Stany Rzeczyposplitey na Seym zgomadzone za przyłożeniem się Lwa Sapiehy....tak w konstytucyi napisali. „Przychylaiąc się do dawnych praw i zwyczaiów postanawiamy, aby na ziazd Słonimski, który Seym uprzedzać zwykł, wszyscy tak PP. Senatorowie, iako i Posłowie W.X.Lit:nie omieszkiwali” Konstytucye Seymu Warszawskiego za Zymunta III. roku 1631. Tom III fol: 703”.
Sejmiki w Słonimie odbywały się do 1685 r. Miasto było też miejscem sejmików powiatowych, podczas których wybierano posłów na sejm oraz deputatów do Trybunału Głównego Wielkiego Księstwa Litewskiego. W mieście raz w roku odbywał się też popis rycerstwa z terenu powiatu.

### Miasto w XIX w.

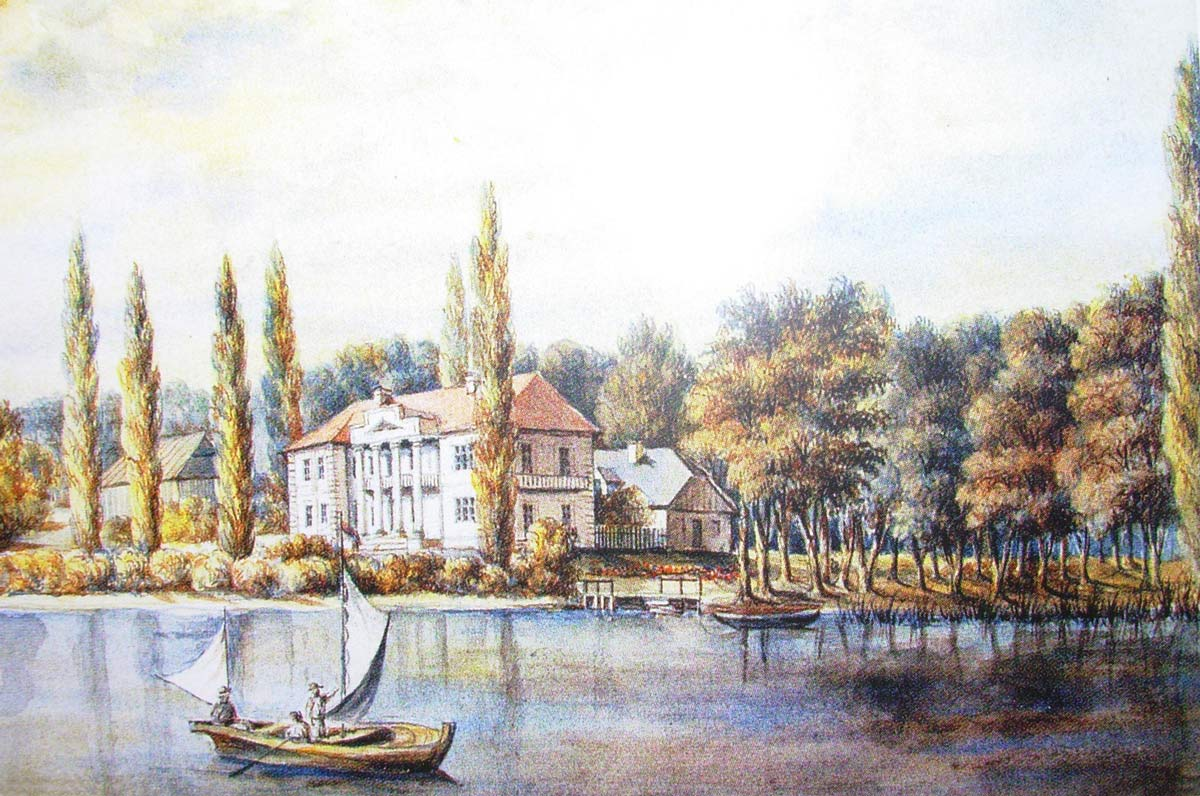
Napoleon Orda, Dwór Pusłowskich w Słonimie-Albertynie

W XIX w. miasto powiatowe w guberni grodzieńskiej. W 1803 roku przystąpiono do rozbiórki kościoła jezuitów. Zburzono też częściowo pałac Ogińskiego. W 1844 roku Rosjanie zlikwidowali klasztor Kanoników Laterańskich, a kościół Bożego Ciała zamieniono w cerkiew. W 1850 roku władze zaborcze skasowały klasztor benedyktynek i mariawitek. W 1851 roku Rosjanie rozebrali kościół dominikanów pw. św. Michała, a kościół benedyktynek pw. Znalezienia Krzyża św. rozebrano na cegłę w 1900 roku. W 1864 roku Rosjanie zamknęli klasztor bernardynów, a kościół klasztorny św. Trójcy zamienili w cerkiew.
Wygląd miasta pod koniec XIX w.:

Największy plac w środku miasta zajmuje bazar, rudera brudna i odrapana z podsieniami, z dachem dachówką krytym, trzy razy od samego budynku wyższym. Bazar ten mieszczący 150 sklepików wznosi się na miejscu wspaniałej niegdyś rezydencji Michała Ogińskiego... o dawnej świetności jedynie świadczą olbrzymie fundamenta i kilkupętrowe w głąb pieczary. Z ruin, w jednym końcu miasta sterczy szkielet kościoła poklasztornego, z całą kolumnadą frontową, a wewnątrz ze śladami ołtarzów, chórów i malowideł ściennych...

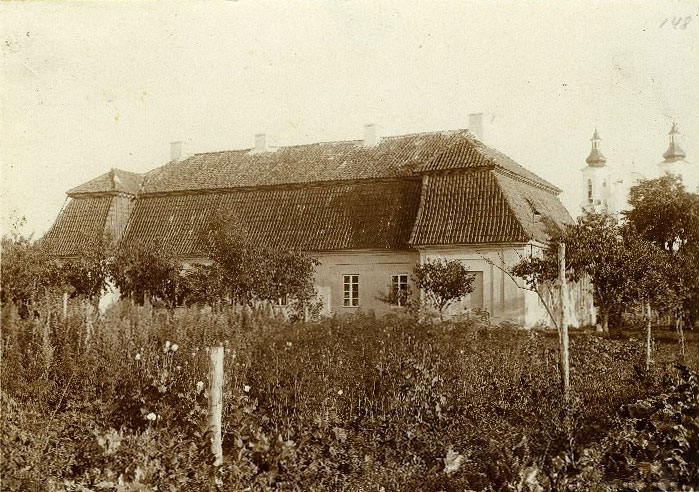
Plebania na Zamościu ok. 1912

W 1881 roku w mieście wybuchł pożar – spłonęło 900 domów. W tym czasie w mieście było kilka synagog i domów modlitwy, cerkiew soborowa pw. Przemienienia Pańskiego i parafialna pw. św. Trójcy. W 1886 roku do miasta doprowadzono kolej na linii Białystok – Baranowicze. Z katolickich obiektów sakralnych w mieście pozostały jedynie kościół parafialny na przedmieściu Zarzecze i filialny przy klasztorze bernardynek. W klasztorze tym gromadzone były na dożywocie zakonnice ze skasowanych innych klasztorów. W 1897 r. 11 515 na 15 863 mieszkańców (72,5%) było Żydami. W mieście przy ulicy Tatarskiej w pn.-zach. części miasta znajdował się też drewniany meczet, z którego korzystali miejscowi Tatarzy.

### Wojna polsko-bolszewicka

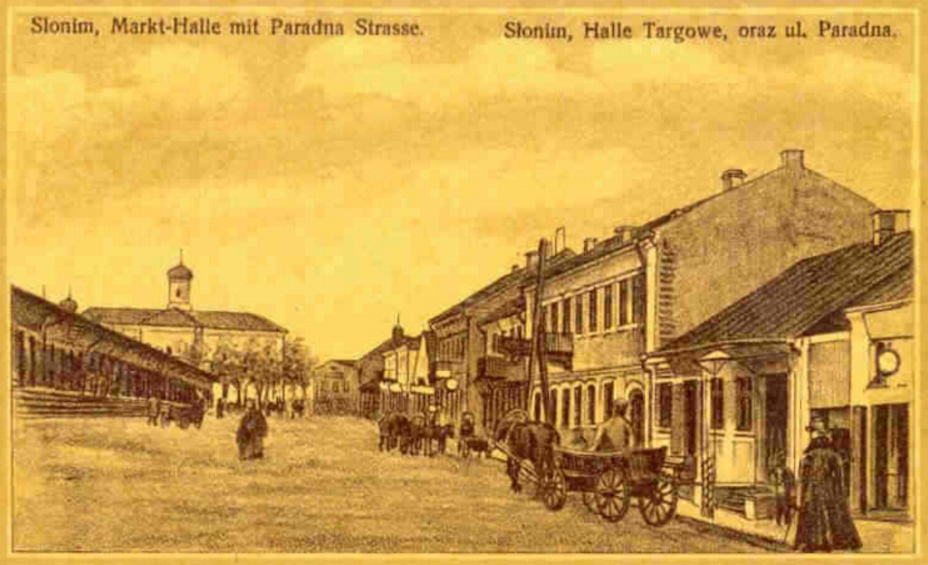
Ulica Paradna na pocz. XX w.

1 marca 1919 roku oddziały Wojska Polskiego pod dowództwem gen. Wacława Iwaszkiewicza-Rudoszańskiego odbiły Słonim z rąk bolszewików. Sowieci, którzy wcześniej oddawali teren bez walki, w Słonimie postawili zacięty, trwający siedem godzin opór. W trakcie walk po stronie polskiej ranny został m.in. por. Wojciech Korsak, dowódca 1. kompanii pułku mińskiego, która pierwsza wdarła się do miasta. W nocy z 10 na 11 marca bolszewicy przypuścili kontratak znacznymi siłami na miasto. W tym czasie w Słonimie obecny był jedynie niewielki polski garnizon pod dowództwem mjr. Rutkiewicza. Mimo to, po walkach na ulicach miasta, Polacy zdołali odeprzeć atak. W walce po stronie polskiej odznaczyła się 1. kompania pułku mińskiego dowodzona przez por. Korsaka.
W nocy z 20 na 21 lipca 1920 roku, w czasie ofensywy bolszewików wojska pod dowództwem Michaiła Tuchaczewskiego zajęły Słonim, wypierając z niego polską 4 Dywizję Piechoty na linię rzeki Zelwy.

### W II Rzeczypospolitej

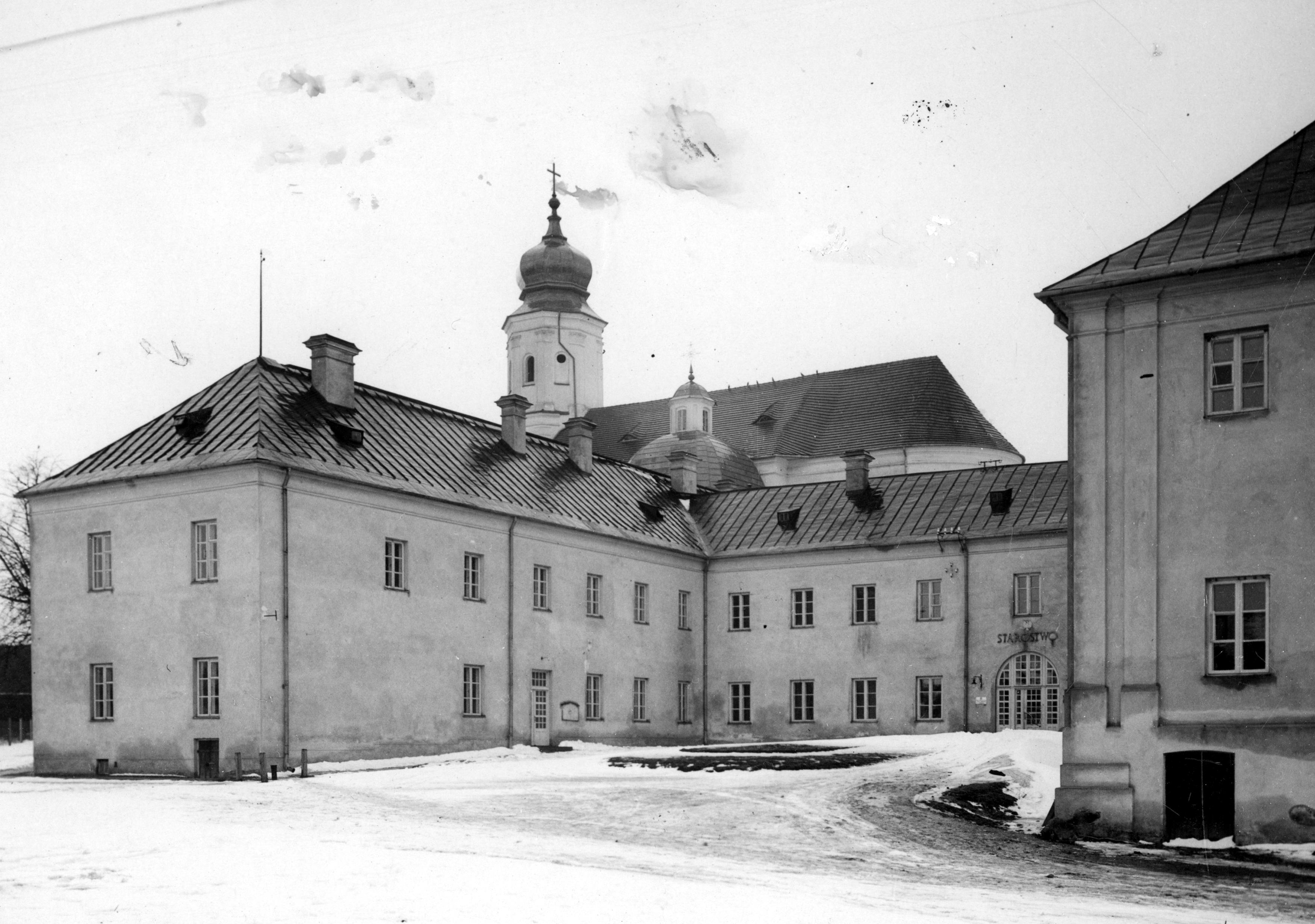
Gmach starostwa w 1931

Przed 1939 było to miasto powiatowe w województwie nowogródzkim. Starostą był Stanisław Henszel, burmistrzem – Wł. Plebański, zastępcą burmistrza Mojżesz Zabłocki. Dyrektorem szpitala powiatowego był dr Mowsza Epsztajn.
Świątynie: katolicka 1, greckokatolicka 1, prawosławna 1, muzułmańska 1, żydowska 2.
Szkoły: gimnazjum państwowe, gimnazjum prywatne, 2 seminaria nauczycielskie.
Słonim był garnizonem 79 Pułku Strzelców Słonimskich im. Lwa Sapiehy wchodzącym w skład 20 Dywizji Piechoty. Pułkiem dowodził między innymi płk Marian Turkowski. W latach 1931–1934 wybudowano w Słonimie dom Funduszu Kwaterunku Wojskowego według projektu warszawskiego architekta Wacława Wekera.
DANE ROZBIEŻNE:
Burmistrz: inż. Henryk Bieńkiewicz, wiceburmistrz Borys Piasecki.
Kościoły rzymskokatolickie – 4
Rocznik Polityczny i Gospodarczy 1939, Warszawa Polska Agencja Telegraficzna

### II wojna światowa 1939–1945

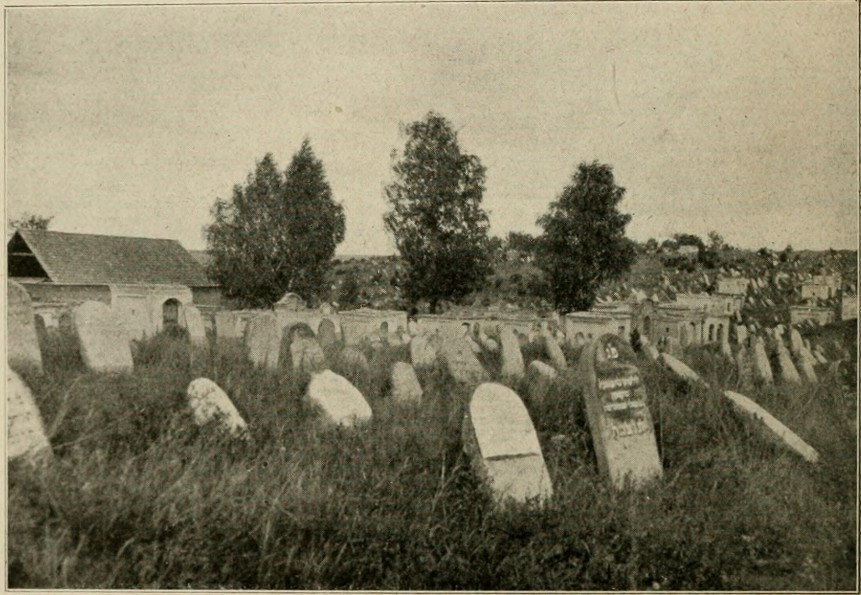
Cmentarz żydowski

W wyniku paktu Ribbentrop-Mołotow we wrześniu 1939 roku miasto zajęła Armia Czerwona. W 1940 roku dużą część ludności polskiej deportowano w głąb ZSRR. Wojska niemieckie zajęły miasto 25 czerwca 1941 roku. W lipcu oddział Einsatzgruppen zamordował 1200 Żydów ze Słonima w okolicach wsi Pietrolewicze, a w listopadzie niemieccy żołnierze z 6. kompanii II batalionu Infanterie-Regiment 727 uczestniczyli w zamordowaniu 8–9 tys. Żydów koło wsi Czepielów. Ostatnich więźniów getta Niemcy rozstrzelali w grudniu 1942 r. Represje objęły także polskich mieszkańców miasta, np. na Górze Pietralewickiej rozstrzelano m.in. siostry zakonne: Ewę Noiszewską i Martę Wołowską, które w 1999 roku zaliczone w poczet błogosławionych Kościoła katolickiego. W marcu 1942 roku Niemcy rozstrzelali proboszcza kościoła św. Andrzeja księdza Kazimierza Grochowskiego, po którym funkcję proboszcza pełnił czasowo kapelan niepokalanek jezuita Adam Stark, rozstrzelany przez Niemców w grudniu 1942 za pomaganie ludności żydowskiej podczas Holocaustu.

### Po 1945 roku
W 1945 roku Słonim wcielono do ZSRR, a większość Polaków została wywieziona ze Słonima do Polski w nowych granicach. W tym samym roku władze sowieckie usunęły z miasta zakon niepokalanek. W 1946 roku Sowieci zamknęli kościół św. Andrzeja i zamienili w magazyn soli. W 1949 roku słonimski proboszcz ks. Henryk Drahel został aresztowany przez MGB i zesłany do łagru.

### Po 1991 roku

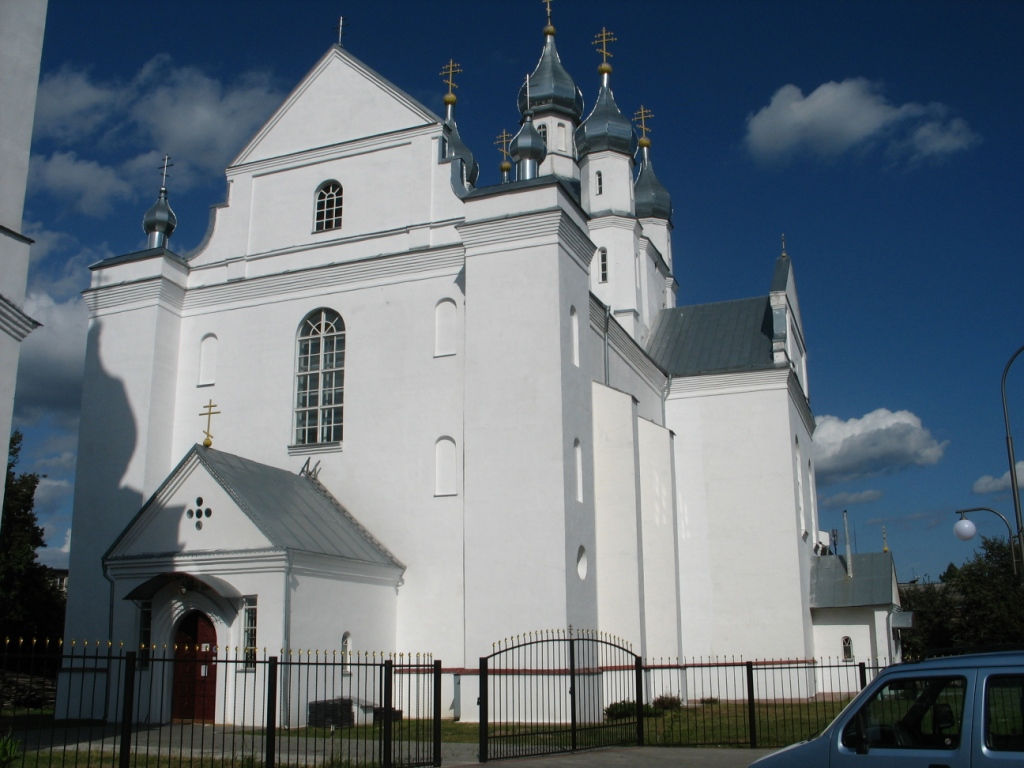
Cerkiew św. Spasa zbudowana w latach 90. XX wieku w miejscu kościoła Kanoników laterańskich pw. Bożego Ciała

Od 1991 roku Słonim leży na terytorium Republiki Białorusi. W 1991 roku do miasta wróciły niepokalanki i rozpoczęły remont swojego dawnego kościoła bernardynek. W latach 1991–1993 ks. Witold Żelwietro podniósł z ruin kościół św. Andrzeja. W latach 1996–2003 odbudowano Sobór Spaski (zbudowany w miejscu kościoła Bożego Ciała i częściowo powtarzając jego plan). W mieście działa Polska Macierz Szkolna. Od 2004 roku w Słonimie odbywa się organizowany przez mniejszość polską Międzynarodowy Festiwal Poloneza. W 2010 roku władze białoruskie odmówiły zgody na dalsze istnienie w Słonimie placówki zakonu niepokalanek. W 2019 r. z placu Lenina usunięto pomnik Władimira Lenina i zastąpiono go pomnikiem Lwa Sapiehy.

## Demografia
- Liczba mieszkańców 1817 – 2408 osób, w tym 1340 wyznawców judaizmu.
- Liczba mieszkańców 1860 – 8203 osób.
- Liczba mieszkańców 1867 – 10 166 osób, w tym: 6801 wyznawców judaizmu, 1704 katolików, 1284 prawosławnych, 362 mahometan, 15 ewangelików.
- Liczba mieszkańców 1878 – 15 351 osób, w tym: 10 212 wyznawców judaizmu, 3058 prawosławnych, 1532 katolików, 492 mahometan, 2 ewangelików.
- Liczba mieszkańców 1887 – 22 350 osób, w tym: 18 381 wyznawców judaizmu, 2060 prawosławnych, 1484 katolików, 520 mahometan.
- Liczba mieszkańców 1931 – 16 251, z których zadeklarowało jako język ojczysty: polski 8452 (52%), jidysz i hebrajski 6683 (41%)
- Liczba mieszkańców 1975 – 34 000 osób.
- Liczba mieszkańców 1995 – 53 100 osób.

## Zabytki

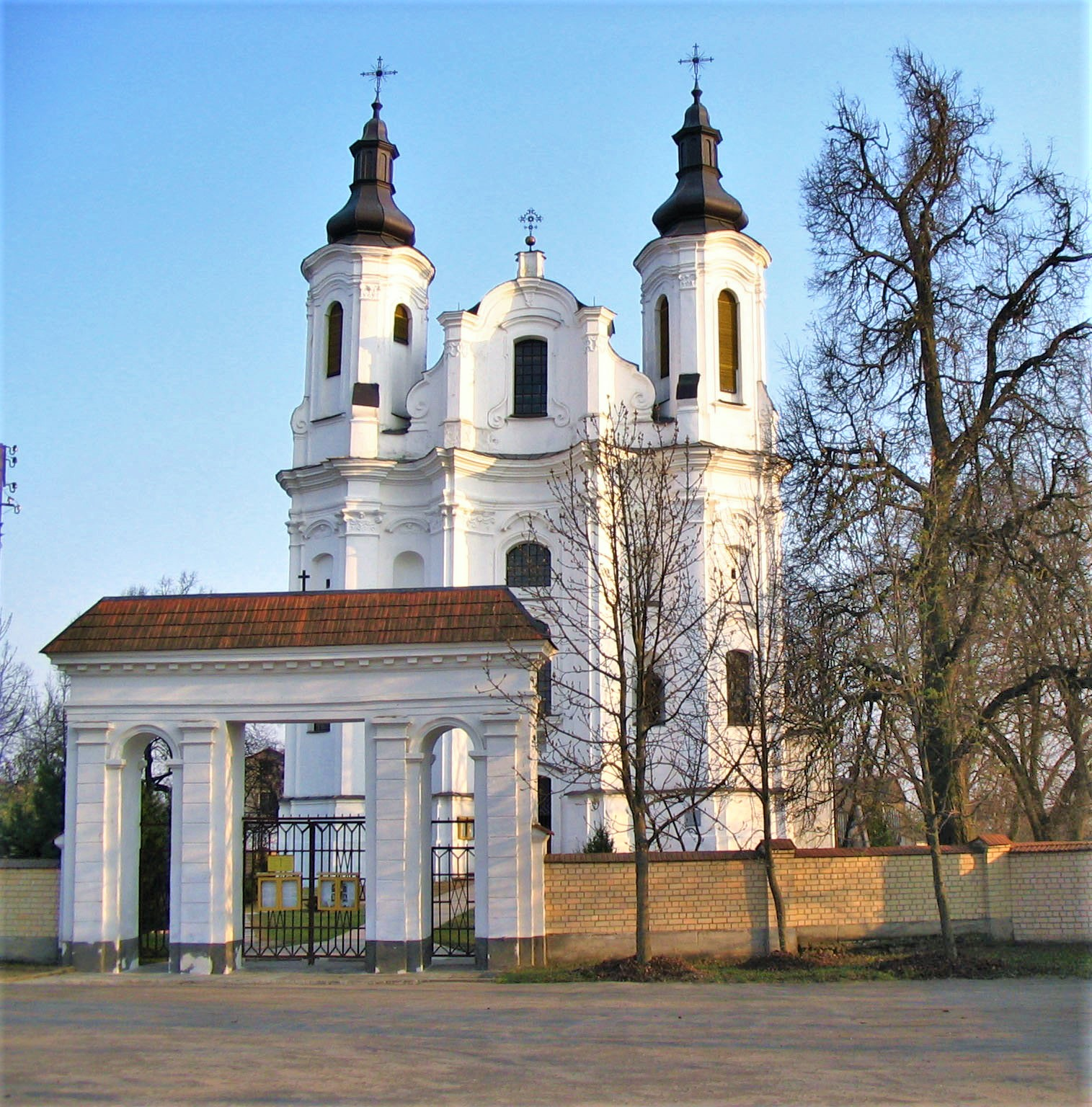
Kościół św. Andrzeja

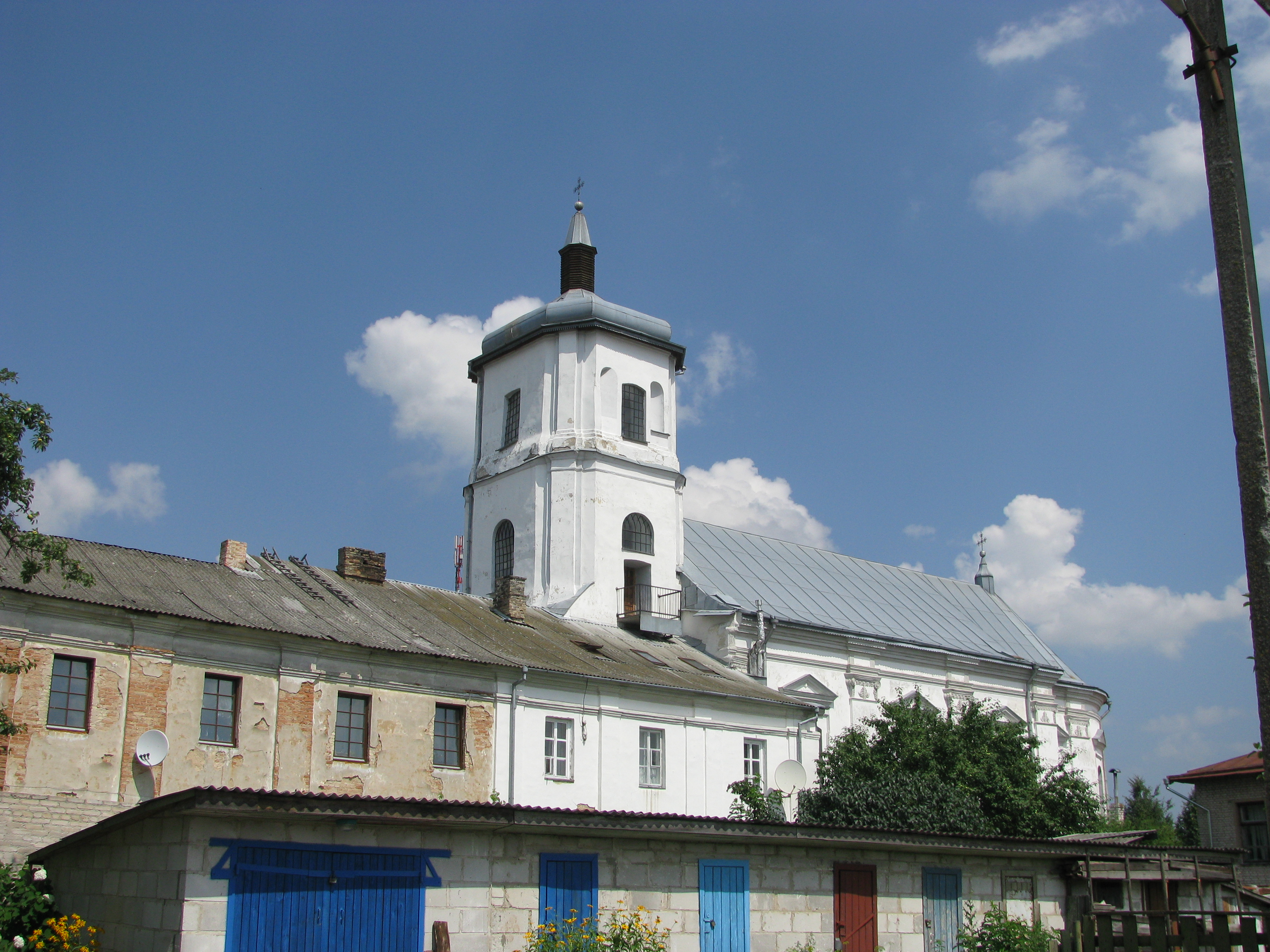
Kościół Bernardynek pw. Niepokalanego Poczęcia NMP

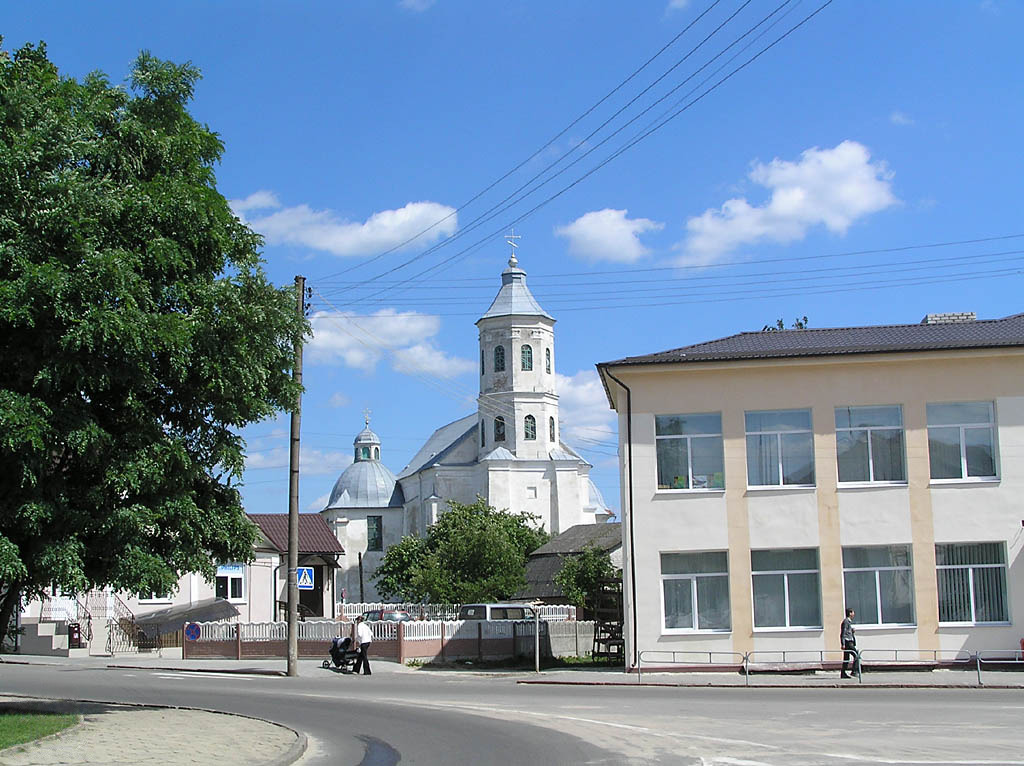
Kościół bernardynów (od 1864 r. cerkiew św. Trójcy)

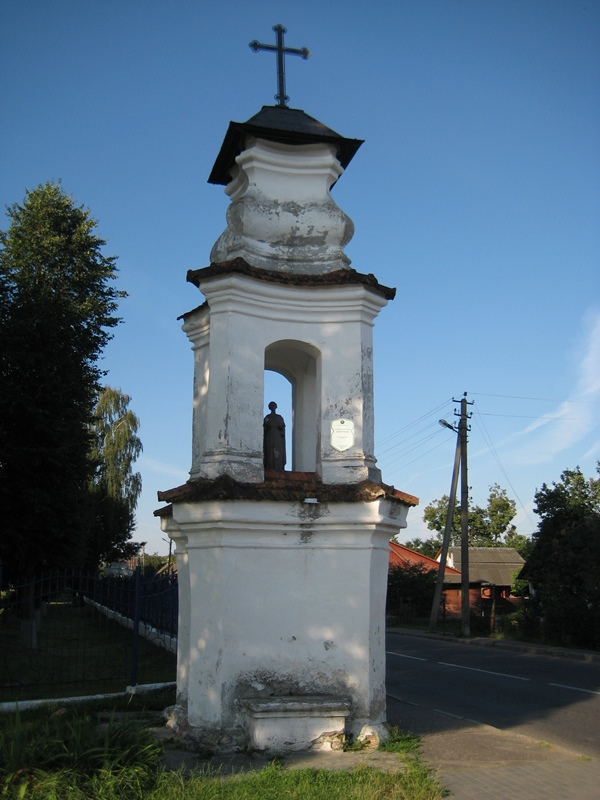
Kapliczka barokowa

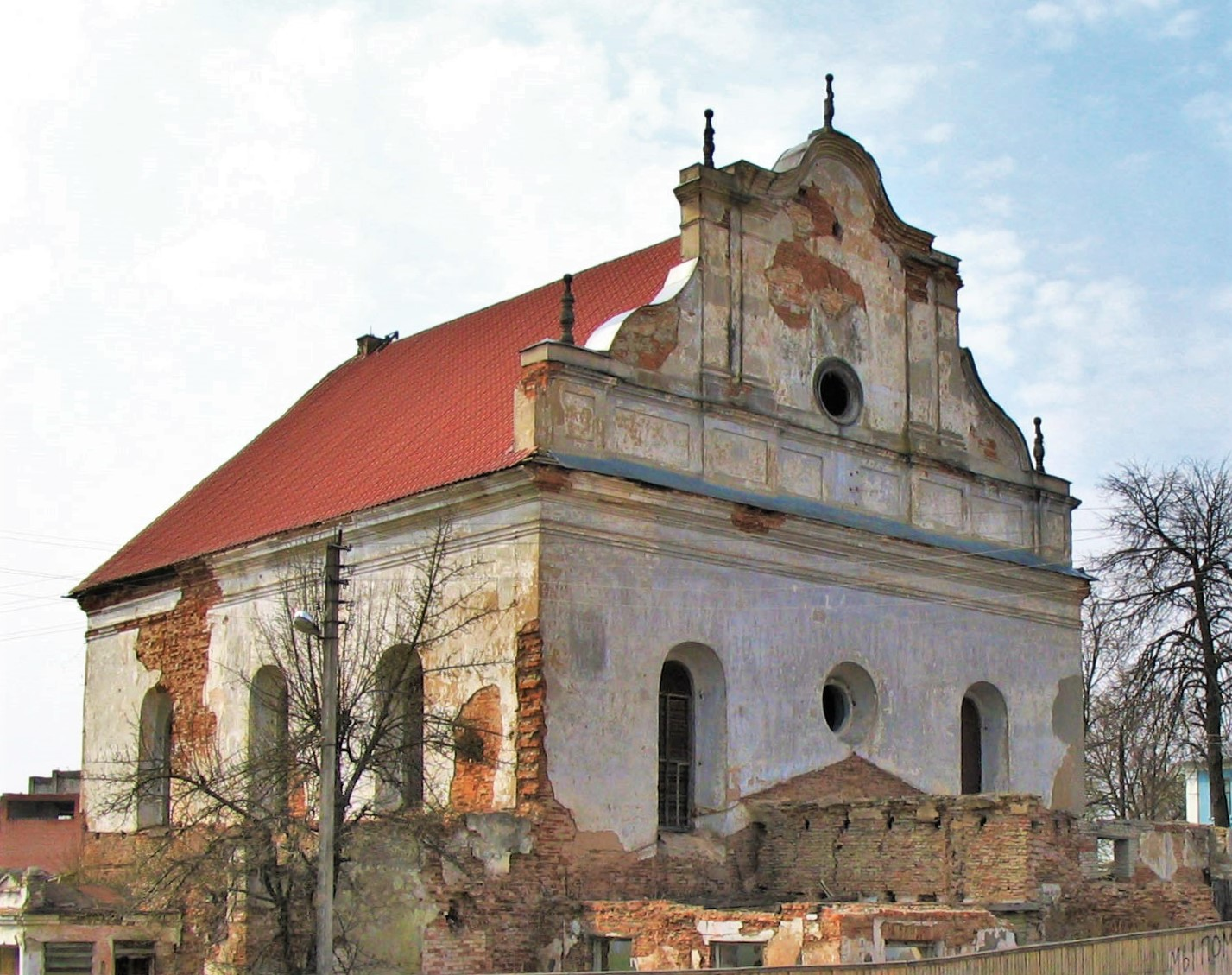
Synagoga

- Kościół katolicki św. Andrzeja, późnobarokowy z 1775.
- Kościół Bernardynek pw. Niepokalanego Poczęcia NMP ufundowany w 1644 przez Konstancję z Judyckich Solatecką 2voto[kto?] Komorowską i wsparty darowizną podstarościego Zygmunta Przecławskiego i jego braci Adama i Krzysztofa. Początkowo drewniany. Barokowy kościół murowany ukończono w 1670 roku. Kościół konsekrowano w 1696 roku. W 1750 dobudowano wieżę na osi fasady i zakrystię. W 1761 roku dobudowano skarbczyk. Rokokowe wyposażenie z lat 1759–1762 (Jan Hendel z Wilna). Korpus klasztorny wymurowany w 1764 w miejscu drewnianego. Od 1907 roku w kościele zamieszkały Niepokalanki, którym klasztor oficjalnie przekazano w 1925 roku. Od 1916 roku w klasztorze mieściła się szkoła i utworzono żeńskie Seminarium Nauczycielskie. Od wkroczenia Rosjan w 1939 roku w klasztorze mieścił się szpital. W lipcu 1944 roku w wyniku ostrzału znacznie ucierpiał kościół i klasztor. W 1960 roku władze miejskie rozebrały kaplicę Pana Jezusa Ubiczowanego i murowanej bramy dzwonnicy. Od 1991 roku ponownie w części zabudowań mieszkają Niepokalanki, które odzyskały klasztor w 2005 roku. W latach 2007–2010 kosztem nazaretanek odbudowano bramę-dzwonnicę. Od 2008 roku przy kościele ustanowiono parafię, co doprowadziło do formalnego zamknięcia placówki nazaretanek w 2010 roku.
- Kościół i klasztor Bernardynów, fundacji Jana Żarnowskiego i Andrzeja Radwana, sekretarza królewskiego z 1630, początkowo drewniany. Kościół murowany zbudowano w latach 1639–1642, wczesnobarokowy. W 1655 roku zniszczony przez wojska moskiewskie, z których rąk zginęli kapłani Eliasz Bina i Ludwik Rosa. Konsekracji odbudowanego kościoła dokonano w 1671 roku. W 1864 zamieniony na cerkiew, po ucieczce prawosławnych w 1915 roku w okresie międzywojennym ponownie kościół katolicki. Po II wojnie światowej przekazany Cerkwi prawosławnej. Podczas ostatniego remontu zniszczono wystrój rokokowy, a wieżę przykryto cebulastą kopułą w stylu moskiewskim. Budynki klasztorne po kasacie zakonu zamienione w 1864 na magazyny. W okresie międzywojennym siedziba starostwa powiatowego, obecnie internat szkolny.
- Klasztor benedyktynek – ufundowany w 1669 r. przez Annę z Mańkowskich Przecławską, podstolinę słonimską, pierwotnie drewniany. W latach 1767–1779 zbudowano murowany klasztor. W 1850 roku Rosjanie skasowali klasztor i przeznaczyli na kwatery dla wojska. W 1863 roku mieścił się w nim areszt dla powstańców styczniowych. W dwudziestoleciu międzywojennym mieściło się w nim męskie Seminarium Nauczycielskie i wtedy też dobudowano krótkie skrzydło południowe. Obecnie szkoła.
- Synagoga barokowa z 1642[11] wykorzystywana obecnie jako magazyn
- Wielka Synagoga, przy ul. Sowieckiej wybudowana 1635 r. za zgodą króla Polski Władysław IV Wazy
- Majątek Albertyn (obecnie w granicach miasta), pierwotnie pod nazwą Szydłowice – należały do Sapiehów i Brzostowskich, a od 1809 do 1939 w rękach Pusłowskich, którzy w swym majątku zakładali zakłady przemysłowe. Obecnie teren dawnej rezydencji należy do fabryki kartonu i papieru.
  - Pałac późnoklasycystyczny z I poł. XIX w. nad brzegiem rzeki Issy, wybudowany przez Władysława Pusłowskiego. Zachowała się oficyna i budynek stajni
  - Park o pow. 5 ha otaczający pałac z domkiem stróża.
- Kapliczka św. Dominika z 3 ćw. XVIII wieku przy ul. Puszkina, w stylu barokowym, wewnątrz cementowa rzeźba św. Dominika odtworzona w 2000 roku (podobna do kapliczek w Iwiu i Hanucie)
- Budynek Funduszu Kwaterunku Wojskowego z 1931–1934 w stylu modernistycznym według projektu warszawskiego architekta Wacława Wekera.
- Dworzec kolejowy z 1922 roku
- pomnik Lwa Sapiehy (2019 r.)[10]

Niezachowane
- Kościół pw. św. Michała z 1747–1760 roku, w stylu baroku wileńskiego, dwuwieżowy i klasztor Dominikanów – cały zespół zburzony w 1851 r.
- Kościół pw. św. Józefa z lat 1740–1743 roku i po 1760 roku, murowany, barokowy (nieukończony) – częściowo rozebrany po 1803 roku
- Kościół pw. Bożego Ciała i klasztor Kanoników Laterańskich, po 1858 roku przebudowany na cerkiew Przemienienia Pańskiego, którą zburzono w 1960 roku i w latach 1996–2003 odbudowany na Sobór Spaski
- Kościół Benedyktynek z 1797 roku, murowany, w stylu klasycystycznym z portykiem, rozebrany w 1900 roku, przetrwał klasztor
- Meczet drewniany z 1804 r. spłonął w lipcu 1944 r.
- Pałac Ogińskich z 1768 roku, zniszczony przed 1825 rokiem
- Kaplica i klasztor Mariawitek na Zamościu z 1818 roku, drewniane, w dwudziestoleciu międzywojennym szkoła
- Cerkiew unicka pw. Przemienienia Pańskiego przy ul. Spaskiej, spłonęła w 1848 roku
- Kapliczka św. Jana Nepomucena przy ul. Dominikańskiej, neogotycka z 2 poł. XIX wieku, zniszczona po 1945 roku

## Sport
Do 1939 roku w mieście istniał klub piłkarski WKS Słonim.

## Ludzie związani z miastem
- Zbigniew Chmielewski (1926–2009) – polski reżyser i scenarzysta filmowy, więzień łagrów NKWD
- Łukasz Dziekuć-Malej – białoruski duchowny baptystyczny, działacz narodowy i niepodległościowy
- Izabella Godlewska (1931-2018) – polska malarka, rzeźbiarka, architekt
- Stanisław Gorgolewski (1926–2011) – polski fizyk i astronom, specjalizujący się w radioastronomii, profesor
- Bolesław Hebrowski (1921–2014) – żołnierz AK, Honorowy Prezes Dolnośląskiego Oddziału PZITS
- Siarhiej Jorsz (ur. 1972) – białoruski historyk i dziennikarz
- Michał Konarski (1784–1861) – polski pedagog, literat, testator na cele społeczne
- Julian Korsak (1806–1855) – polski poeta, tłumacz
- Mikołaj Kozakiewicz – polski socjolog, polityk, marszałek Sejmu RP
- Uładzimir Ksianiewicz – białoruski działacz narodowy, wojskowy.
- Leon Kurowski (1907–1998) – polski prawnik specjalizujący się w prawie finansowym.
- Jan Kazimierz Makowiecki, herbu Pomian (zm. 1795) – szambelan królewski, marszałek powiatu słonimskiego, chorąży słonimski, poseł.
- Michał Marks (1859–1907) – brytyjski przedsiębiorca żydowskiego pochodzenia, jeden ze współzałożycieli firmy Marks & Spencer
- Michał Kazimierz Ogiński (ok. 1728–1800) – hetman wielki litewski, wojewoda wileński, kompozytor, pisarz, poeta i dramaturg, budowniczy Kanału Ogińskiego
- Wacław Pelikan (1790–1873) – polski lekarz, chirurg, rektor Uniwersytetu Wileńskiego
- Teresa Perl (1871–1939) – polska działaczka społeczna żydowskiego pochodzenia
- Florian Piekarski (1868–1919) – polski malarz
- Leonarda Rewkowska (ur. 1939) – polska działaczka na Białorusi, sybiraczka, od 1993 prezes rejonowego Związku Polaków na Białorusi w Słonimie
- Stanisław Rudziński (1933–2009) – polski wykładowca chemii i filozofii, doktor, działacz Solidarności w podziemiu
- Adolf Sarnecki (1898–1960) – polski nauczyciel, inspektor szkolny, poseł
- Zbigniew Siemienowicz (ur. 1958) – litewski lekarz, działacz polskiej społeczności na Litwie, poseł na sejm litewski (1992–1996)
- Fiodor Siniczkin (1901–1962) – radziecki wojskowy, dowódca partyzancki, Bohater Związku Radzieckiego
- Tytus Świderski (1843–1880) – polski historyk i historyk literatury, nauczyciel gimnazjalny.
- Abraham Weinberg (1802–1884) – cadyk, założyciel dynastii chasydzkiej
- Maria Marta Kazimiera Wołowska (1879–1942) – polska siostra zakonna ze Zgromadzenia Sióstr Niepokalanego Poczęcia Najświętszej Marii Panny, błogosławiona Kościoła katolickiego

Słonim jest znany w Izraelu z dynastii rabinów chasydzkich.
Miejscowości na terenie powiatu przed 1939: Dziewiątkowicze, Dziewiątkowicze Nowe, Dziewiątkowicze Stare, Trybuszki